# Número perfecto

Ilustración mediante las regletas de Cuisenaire de que el 6 tiene las propiedades de un número perfecto

Un número perfecto es un número entero positivo que es igual a la suma de sus divisores propios positivos excluyéndose a sí mismo. Dicho de otra forma, un número perfecto es aquel que es amigo de sí mismo. 
Así, 6 es un número perfecto porque sus divisores propios positivos son 1, 2 y 3; y 6 = 1 + 2 + 3. Un divisor propio positivo de un número es un factor positivo de ese número que no sea el propio número. Por ejemplo, los divisores propios de 6 son 1, 2 y 3, pero no 6. Los siguientes números perfectos son 28, 496 y 8128. 
28 = 1 + 2 + 4 + 7 + 14
496 = 1 + 2 + 4 + 8 + 16 + 31 + 62 + 124 + 248
8128 = 1 + 2 + 4 + 8 + 16 + 32 + 64 + 127 + 254 + 508 + 1016 + 2032 + 4064

## Historia
El matemático Euclides descubrió que los cuatro primeros números perfectos vienen dados por la fórmula {\displaystyle 2^{n-1}\cdot (2^{n}-1)}:
n = 2:   21 × (22 − 1) = 6
n = 3:   22 × (23 − 1) = 28
n = 5:   24 × (25 − 1) = 496
n = 7:   26 × (27 − 1) = 8128
Al darse cuenta de que 2n − 1 es un número primo en cada caso, Euclides demostró que la fórmula 2n − 1(2n − 1) genera un número perfecto par siempre que 2n − 1 es primo. 
Los matemáticos de la Antigüedad hicieron muchas suposiciones sobre los números perfectos basándose en los cuatro que ya conocían. Muchas de estas suposiciones han resultado ser falsas. Una de ellas era que, como 2, 3, 5 y 7 eran precisamente los cuatro primeros números primos, el quinto número perfecto se obtendría con n = 11, el quinto número primo. Sin embargo, 211 − 1 = 2047 = 23 × 89 no es primo y por tanto n = 11 no genera un número perfecto. Dos de las otras suposiciones equivocadas eran:
1. El quinto número perfecto tendría cinco dígitos, ya que los cuatro primeros tienen 1, 2, 3 y 4, respectivamente.
2. Los números perfectos terminarían alternativamente en 6 y en 8.

El quinto número perfecto (33 550 336) tiene 8 dígitos, contradiciendo así la primera suposición. En cuanto a la segunda, el quinto número perfecto acaba en 6, pero también el sexto (8 589 869 056) termina en 6. (El que la última cifra de un número perfecto par expresado en base 10 siempre sea 6 u 8 no es difícil de demostrar). 
Fue en 1603 cuando Pietro Cataldi halló los números perfectos sexto y séptimo, 216(217 − 1) = 8 589 869 056 y 218(219 − 1)= 137 438 691 328.
Es verdad que si 2n − 1 es un número primo, entonces n también debe ser primo, pero el recíproco no es necesariamente cierto. Hoy en día, a los números primos generados por la fórmula 2n − 1 se los conoce como números primos de Mersenne, en honor al monje del siglo XVII Marin Mersenne, quien estudió teoría de números y números perfectos.
Posteriormente, Leonhard Euler demostró en el siglo XVIII que todos los números perfectos pares se generan a partir de la fórmula que ya descubrió Euclides: Teorema de Euclides-Euler.
No se conoce la existencia de números perfectos impares. Sin embargo, existen algunos resultados parciales al respecto. Si existe un número perfecto impar debe ser mayor que 10300, debe tener al menos 8 factores primos distintos (y al menos 11 si no es divisible por 3). Uno de esos factores debe ser mayor que 107, dos de ellos deben ser mayores que 10 000 y tres factores deben ser mayores que 100.
El 12 de octubre de 2024, al descubrirse el número primo más grande 2136 279 841 − 1 ( o M136 279 841 en la notación usual), se obtuvo entonces el mayor número perfecto encontrado hasta esa fecha, número 52 de la lista, con  82.048.640 dígitos:
El primo mencionado fue descubierto por Luke Durant como parte del proyecto Great Internet Mersenne Prime Search (GIMPS).

## Otras propiedades de los números perfectos pares

### Son números triangulares
Un número triangular es de la forma {\displaystyle {\frac {n^{2}+n}{2}}}, donde «n» es un número entero positivo cualquiera distinto de cero. Si partimos de la identidad {\displaystyle 2^{p-1}\left(2^{p}-1\right)={\frac {\left(2^{p}-1\right)+1}{2}}\left(2^{p}-1\right)} y distribuimos el producto del segundo miembro obtenemos:
{\displaystyle 2^{p-1}\left(2^{p}-1\right)={\frac {\left(2^{p}-1\right)^{2}+\left(2^{p}-1\right)}{2}}}.
La expresión {\displaystyle 2^{p}-1} es un número primo de Mersenne y vemos que el término derecho de la identidad adopta la forma correspondiente a la definición de número triangular. Podemos afirmar que un número perfecto par es un número triangular y su orden es un número primo de Mersenne.

### Son números combinatorios o coeficientes del binomio
Como todos los números triangulares están en la tercera columna del triángulo de Pascal y acabamos de ver que todo número perfecto par es un número triangular, los números perfectos son también números combinatorios.
{\displaystyle \textstyle {2^{p} \choose 2}}, donde {\displaystyle 2^{p}} es la potencia correspondiente a un número primo de Mersenne aumentado en una unidad.

### Son números hexagonales
Un número hexagonal es de la forma {\displaystyle n(2n-1)=2n^{2}-n}, para «n» un número entero positivo cualquiera distinto de cero.
Surge inmediatamente de la identidad {\displaystyle 2^{p-1}\left(2^{p}-1\right)=2^{p-1}\left(2\cdot 2^{p-1}-1\right)}, llamando «n» al número {\displaystyle 2^{p-1}}.

## Cuestiones abiertas
Por cuestión abierta se entiende una propiedad de la que todavía no se tiene una demostración, tanto de su afirmación como de su negación. Son cuestiones abiertas:
- Determinar si existen infinitos números perfectos. Hasta octubre del año 2024 se conocen 52 números perfectos.
- Demostrar la imposibilidad de un número perfecto impar o encontrar uno. Sobre este particular, José William Rojas afirma haber resuelto este enigma, pero no se ha verificado la solución (enlace externo).
- El cálculo del número de divisores y la suma de sus divisores se puede hallar mediante una cuestión característica de potencia de un número, por ejemplo si un número real positivo se eleva al cuadrado siempre incrementa su cantidad, por otro lado los números del 0 al 1 sin contar los números siempre tienden a bajar siendo el límite cero y para los números 1 tienden a 1 y finalmente para los números del 1 en adelante tienden al infinito. Gracias a esa característica existe una función de hacer esos cálculos de los divisores, la suma y cantidad. La función es igual a 2 para los números primos, la función para el estudio de la primalidad usando esa característica.

## Conceptos relacionados
Aparte, y considerando la suma de los divisores positivos, existen otros tipos de números.
- Números defectivos: la suma de los divisores positivos es menor que el número.
- Números abundantes: la suma es mayor que el número.
- Números amigos: a y b tales que a es la suma de los divisores positivos de b y viceversa.
- Números sociables: como los amigos, pero con un ciclo mayor de números.
- Números semiperfectos: la suma de todos o algunos de los divisores positivos es igual al número.